# Romosozumab
Il romosozumab, noto con il nome commerciale di Evenity, è un anticorpo monoclonale umanizzato, di origine murina, usato in campo medico per il trattamento dell'osteoporosi. Il suo impiego è stato associato ad una diminuzione del rischio di fratture spinali. Legandosi alla sclerostina, ne inibisce l'effetto anti-anabolico a livello osseo, migliorando la densità ossea dei pazienti.
Originariamente prodotto dall'industria farmaceutica britannica Chiroscience (acquisita poi dalla Celltech), l'anticorpo è stato sviluppato e perfezionato in collaborazione con la casa farmaceutica Amgen a partire dal 2002.
Nel 2109 l'uso del romosozumab è stato approvato in Giappone, negli Stati Uniti d'America e nell'Unione europea (rispettivamente a gennaio, ad aprile e a dicembre). La Food and Drug Administration ha elevato l'anticorpo a "farmaco di prima classe". Il National Institute for Health and Care Excellence raccomanda l'uso dell'anticorpo in Inghilterra e nel Galles.

## Efficacia
Due studi clinici randomizzati hanno mostrato una riduzione del rischio di fratture della colonna vertebrale con il rmosozumab; secondo il primo studio, il rischio diminuisce anche del 73% rispetto al placebo dopo un anno di trattamento con l'anticorpo e si mantiene statisticamente significativo con l'assunzione del denosumab durante il secondo anno di terapia. Il secondo studio ha mostrato che l'assunzione del romosozumab per un anno, a cui fa seguito una terapia con alendronato per un secondo anno, porta ad una riduzione di fratture vertebrali fino al 50% rispetto ad una terapia, parimenti biennale, a base di solo alendronato.
Le ricerche dimostrano che, nelle donne in post-menopausa, l'anticorpo favorisce la costruzione e la mineralizzazione delle ossa, inibendo il riassorbimento osseo e la conseguente osteopenia.

## Effetti collaterali
Sono numerosi gli effetti collaterali della somministrazione del romosozumab, tra cui cefalea, artralgie e dolore nel sito dell'iniezione. È possibile che l'anticorpo aumenti il rischio di ictus, infarto miocardico e aumenti la mortalità per cause cardiovascolari in senso lato.
Uno studio ha dimostrato un aumento del rischio di gravi eventi cardiovascolari nella terapia con il romosozumab rispetto ai pazienti trattati con alendronato (0,8% contro 0,3%), tuttavia questa differenza non è stata individuata comparando i pazienti trattati con il romosozumab con i pazienti trattati con un placebo.
La FDA raccomanda di non somministrare il romosozumab a pazienti che hanno già sofferto di ictus o di infarto entro un anno dall'inizio della terapia con l'anticorpo; in Giappone, peraltro, l'autorità sanitaria non ha ritenuto opportuno diramare questa prescrizione.
In ogni caso, le terapie con il romosozumab sembrano associarsi a un rischio di eventi avversi cardiovascolari generalmente inferiori a quelli di terapie antiosteoporosi basate su altri farmaci.